# Театры Мелитополя

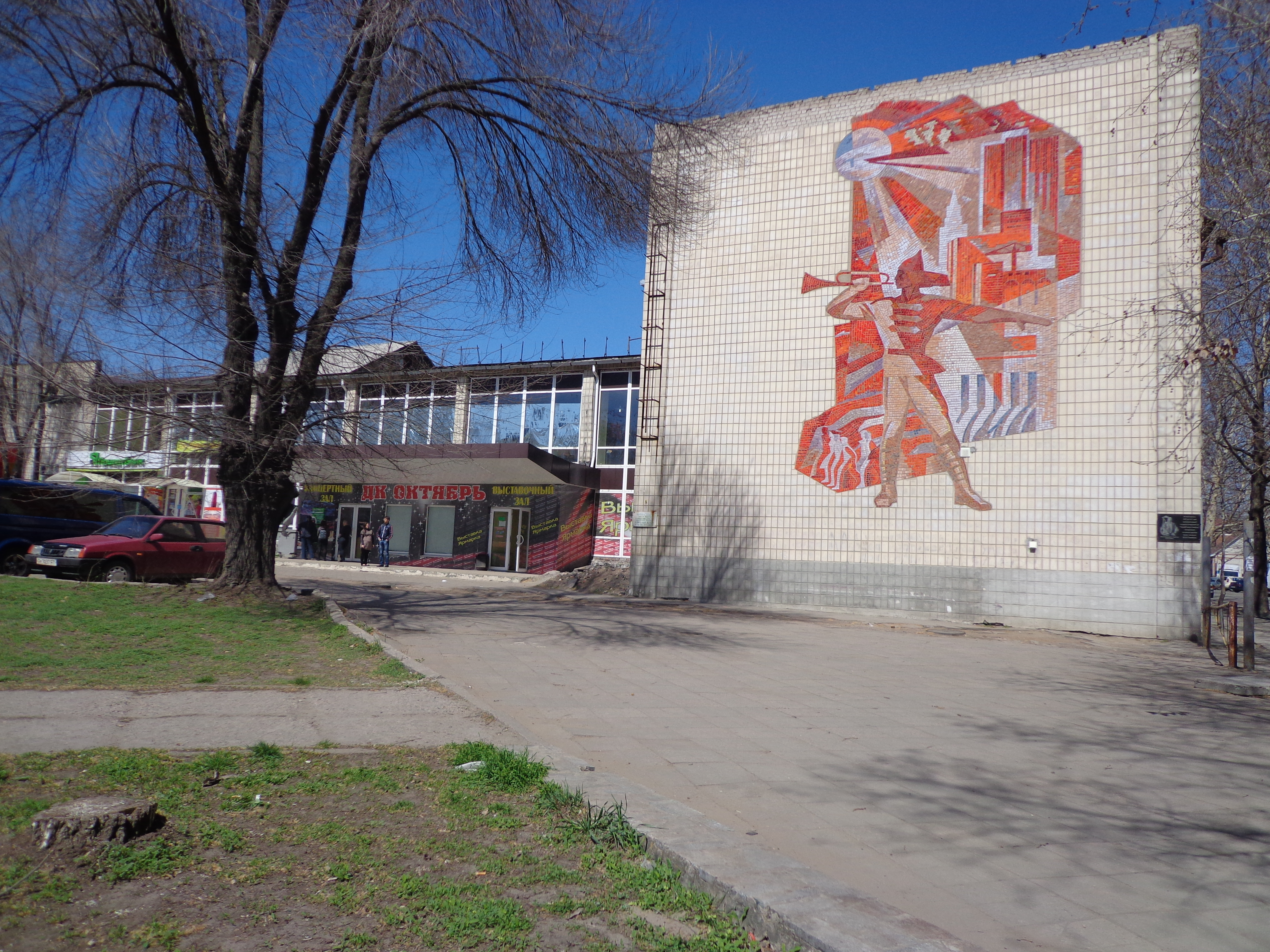
ДК «Октябрь», где размещался «Зимний театр Стамболи»

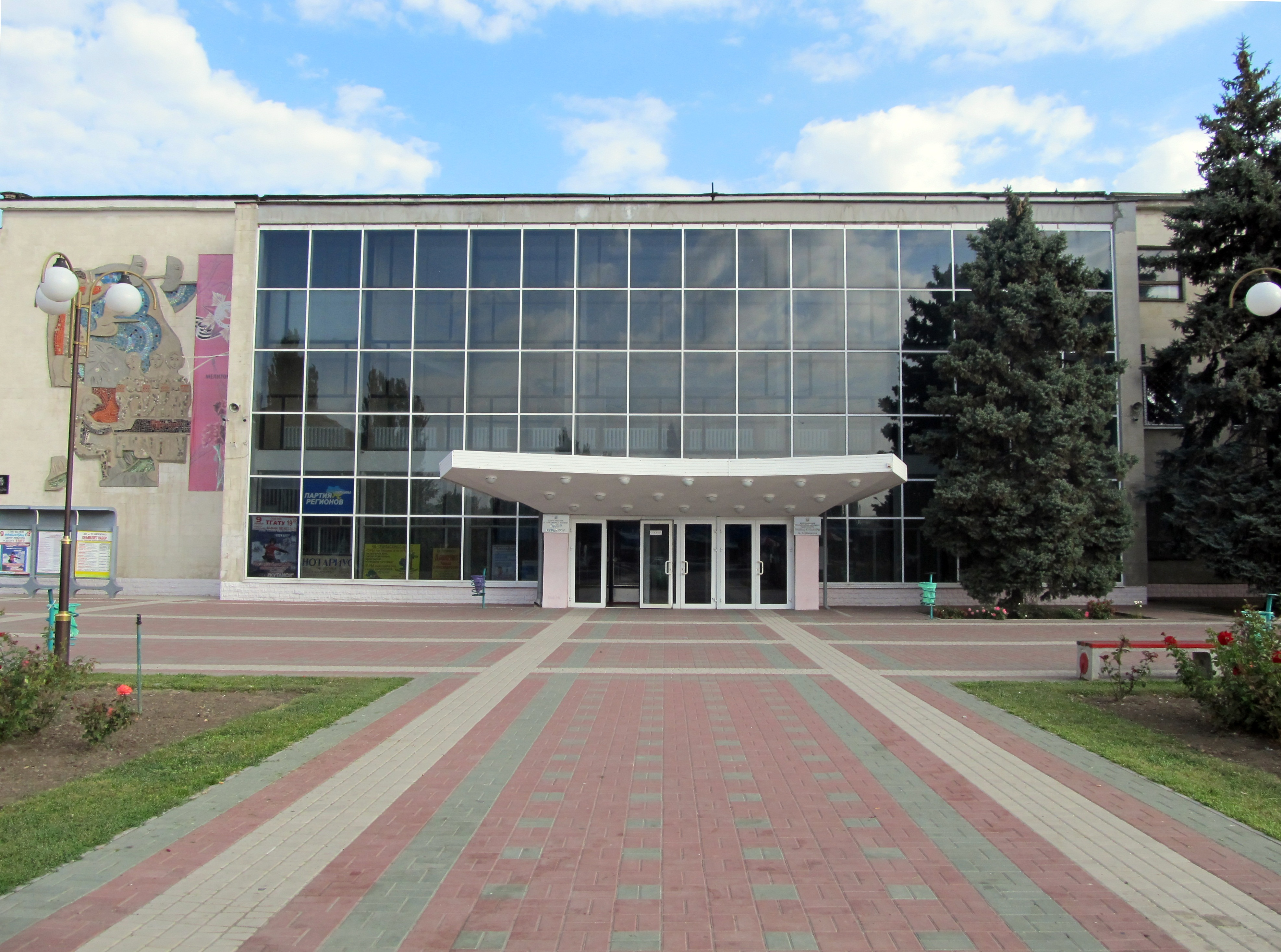
ДК Шевченко, главный концертный зал Мелитополя

Хотя специализированное здание театра в Мелитополе отсутствует, в городе работают 6 театральных коллективов, которые регулярно дают представления на сценах города.

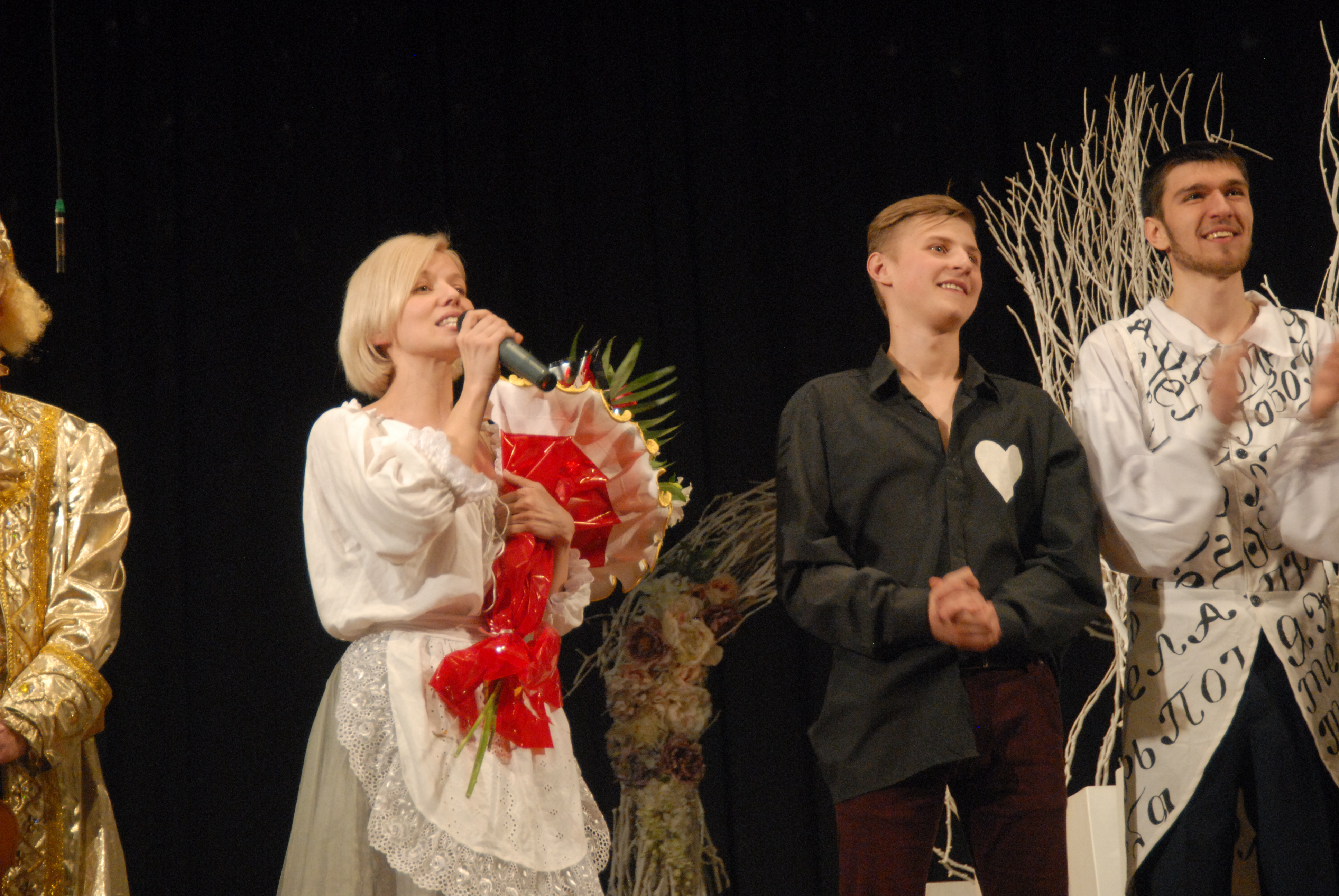
Спектакль Романтики

Первые 2 театра, «Зимний театр Стамболи» и «Модерн», были созданы в Мелитополе ещё ло революции. В 1930-е годы на основе «Зимнего театра Стамболи» был создан драматический театр имени Шевченко. В 1948 году театр был преобразован в ДК Шевченко, который теперь является основной сценой для большинства театральных коллективов города.
В Мелитополе работают драматические театральные коллективы «Время», «Гаудеамус», «Колесо» и «Балаганчик», часто организующие представления совместными усилиями, театр кукол «Алые паруса» и театр танца «Золушка». Два коллектива носят звание «народных» и один — «образцового».

## История
Первый театр в Мелитополе, «Зимний театр Стамболи», был основан предпринимателем и меценатом Ильёй Стамболи в 1907 году и работал в здании нынешнего ДК «Октябрь». До революции в Мелитополе также действовал театр «Модерн», находившийся на Почтовой улице.
В 1930-е годы «Зимний театр Стамболи» был перестроен, и на его основе создан драматический театр имени Шевченко. В нём часто выступали артисты столичных театров, а в 1934 году в театре была создана собственная труппа.
Также в середине 1930-х возник театр Мелитопольского педагогического института, нынешний театр «Гаудеамус».
В период гитлеровской оккупации в городе действовал театр украинской драмы.
В 1948 году театр имени Шевченко был ликвидирован, а в его здании создан дом культуры имени Т. Г. Шевченко. При доме культуры продолжил работу драматический кружок. В 1965 году ДК Шевченко переехал в новое здание на площади Победы.
В 1956 году в ДК Шевченко был создан театр драмы и комедии «Время». В 1971 году театр получил звание народного. В 1970-е годы в ДК Шевченко также были организованы театр-студия «Колесо» и театр кукол «Алые паруса».

## Современность
В настоящее время в Мелитополе работают 6 театральных коллективов:
| Название      | Статус                                    | Год осн. | Организация  | Руководитель                   |
| ------------- | ----------------------------------------- | -------- | ------------ | ------------------------------ |
| «Время»       | Молодёжный народный театр драмы и комедии | 1956     | ДК Шевченко  | возглавлял Борис Туменко       |
| «Гаудеамус»   | Театр-студия МГПУ                         | ок. 1935 | МГПУ         | возглавлял Борис Туменко       |
| «Колесо»      | Народный театр-студия                     | 1970-е   | ДК Шевченко  | возглавлял Борис Туменко       |
| «Балаганчик»  | Школьный театр                            |          | Гимназия № 9 | Наталья Честнова-Туменко       |
| «Алые паруса» | Театр кукол                               | 1974     | ДК Шевченко  | Т. Вдовиченко, Анна Кауфман    |
| «Золушка»     | Театр танца                               | 1994     |              | Галина Шпилевая, Олег Безручко |
| «Арт-Мур»     | Театр-студия                              |          | ДК Шевченко  | Анна Попенко                   |

Режиссёр и педагог Борис Туменко возглавлял 3 городских театра. Драматические театральные коллективы «Время», «Гаудеамус», «Колесо» и «Балаганчик» часто делают совместные постановки, привлекая в один спектакль актёров 2-3 разных трупп. Ежегодно в Мелитополе проводятся фестивали «Театральная весна» и «Театральная осень».
В театре кукол «Алые паруса» участвуют школьники и студенты МГПУ. Коллектив, созданный Николаем Крапивкой, теперь возглавляют его ученицы. На счету театра более 200 кукольных постановок.
Театр танца «Золушка» объединяет около 200 участников в возрасте от 3 до 24 лет, занимающихся классическими, народными и эстрадными танцами. Театр является победителем многих международных соревнований и популярных телевизионных конкурсов.